# Malta nos Jogos Olímpicos de Verão de 1988
A Malta participou dos Jogos Olímpicos de Verão de 1988 em Seul, na Coreia do Sul. Não conquistou nenhuma medalha, nem de ouro, nem de prata, nem de bronze. Participou nas modalidades de tiro com arco, judô, vela e wrestling.